# حمودة باشا المرادي
| باي تونس المرادي              |                      |
| [[ملف:\|مركز\|200px\|]]       |                      |
| حمودة باشا صاحب الحضرة العلية |                      |
| السابق                        | مراد باي الأول       |
| ولاية العهد                   | {{{ولي العهد}}}      |
| فترة الحكم                    | من 1631 م إلى 1666 م |
| اللاحق                        | مراد باي الثاني      |
| حياته                         |                      |
| الميلاد                       |                      |
| الوفاة                        | 1666 م               |
| المراديون                     |                      |

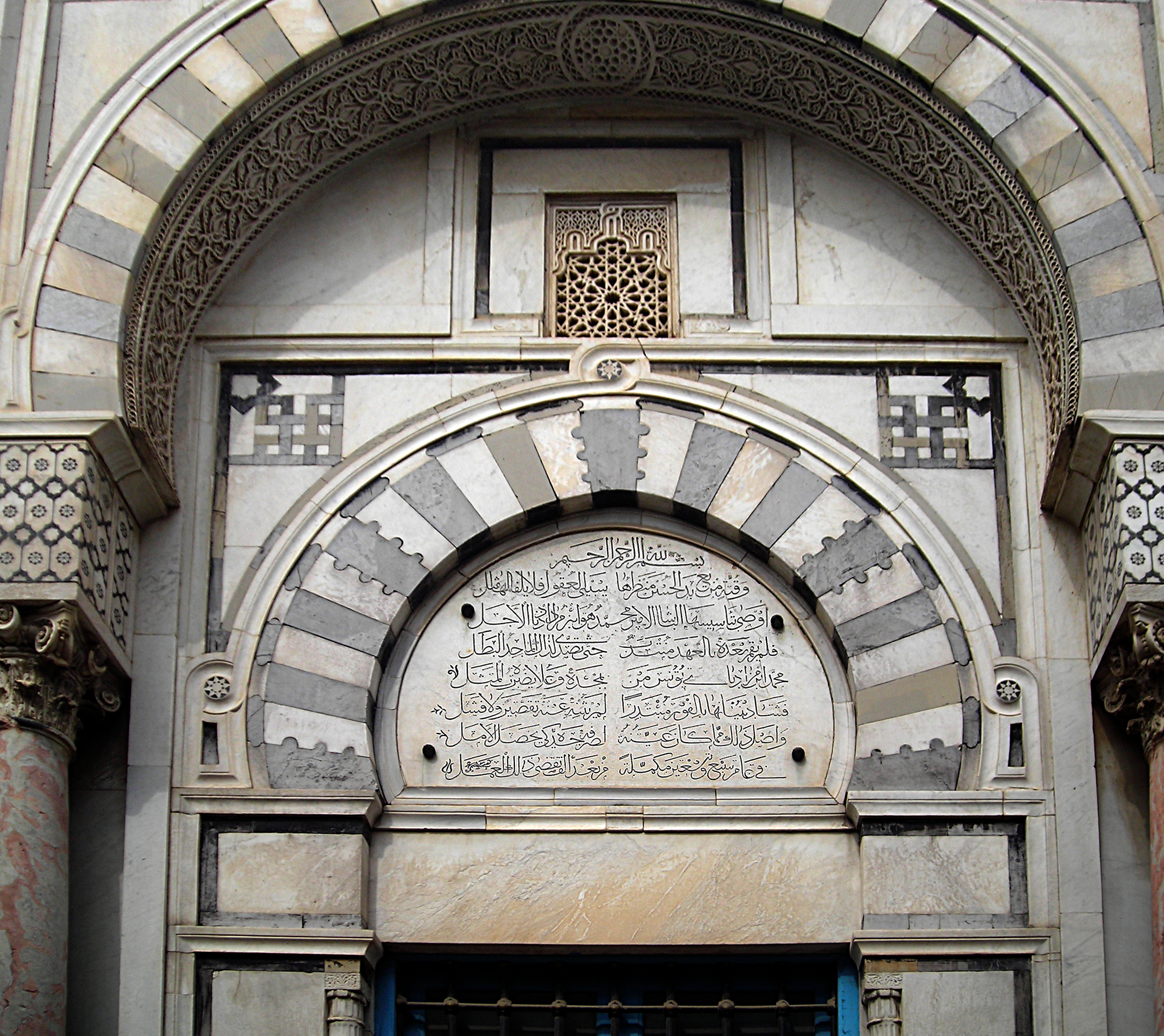
شيد جامع حمودة باشا وشيد أيضا في موضع آخر تربة نُقش عليها «وقبة من بديع المحاسن منظرها يسبى العقول فلا يلقى لها مثل، أوصى بتأسيسها الباشا الأمير محمد بن مراد إذ دنا الأجل، فلم يقم بعده بالعهد منتدب حتى تصدى لذاك الماجد البطل، محمد بن مراد باي تونس من بمجده وعلاه يُضرب المثل، فشاد بنيانها بالفوز مبتدرا لم يثنه عنه تقصير ولا فشل»

حمودة باشا المرادي أو محمد باي الأول، هو ثاني البايات المرادين وأطولهم بقاءً في المنصب. كان حمودة باشا الابن الوحيد لمراد باي الأول وقد تولى منصب الباي عام 1631 خلفا لوالده بمباركة يوسف داي الذي كان يتبوأ المنصب الأهم في صلب الحكم العثماني في تونس. بنيت في عهده عدة منشآت مثل دار الباي أو جامع حمودة باشا.

## الهوامش والمراجع
1. ↑  جامع حمودة باشا المرادي من بوابة مدينة تونس نسخة محفوظة 15 ديسمبر 2019 على موقع واي باك مشين.